# Montagne de Rigaud
Montagne de Rigaud är ett berg i Kanada.   Det ligger i provinsen Québec, i den sydöstra delen av landet, 110 km öster om huvudstaden Ottawa.